# ازمک
ازمک (نام علمی: Lepidium draba L. پیش از این: Cardaria draba) یکی از گیاهان است. ازمک دارای گل های کوچک سفید رنگ است که به صورت خوشه در کنار هم قرار گرفته اند. 

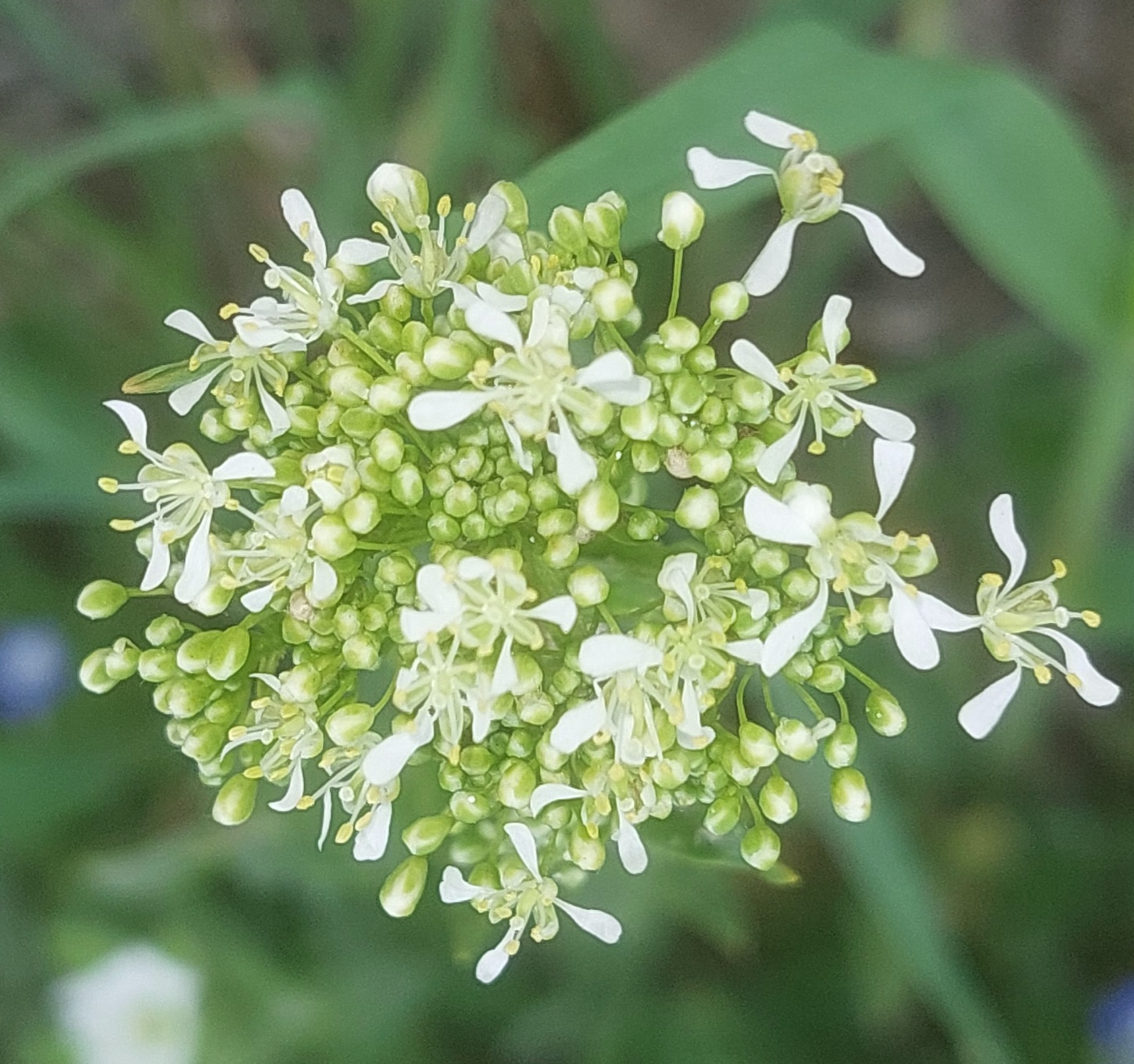
گل های کوچک و سفید رنگ گیاه ازمک

ازمک در ایران و در منطقه سیستان به وفور یافت میشود همچنین در بلندی‌های بالای ۲۵۰۰ متر در استان کهگیلویه و بویراحمد می‌روید. این گیاه مصرف خوراکی دارد و دارای خواص دارویی نیز هست.
در فارسی کهن با نام برغست (ورغست، ورغشت)  شناخته می‌شد. برخی نیز این گیاه را با نام مچه می‌شناسند. 